# Leitungswasserschaden
Als Leitungswasserschaden bezeichnet man einen Sachschaden an Gebäuden oder Einrichtungen, der durch aus Wasserinstallationen bestimmungswidrig austretendes Leitungswasser entstanden ist. Durch diese vor allem in der Versicherungswirtschaft genutzte Definition werden Leitungswasserschäden von anderen Wasserschäden unterschieden, wie sie z. B. durch Überschwemmung, Rückstau von Regenwasser oder durch Löschwasser entstehen können.

## Volkswirtschaftliche Bedeutung
Leitungswasserschäden besitzen eine erhebliche volkswirtschaftliche Bedeutung. Allein die in der Wohngebäudeversicherung versicherten Leitungswasserschäden wiesen im Jahr 2013 eine Schadensumme von über 2 Milliarden Euro auf – Tendenz stetig steigend. Dieser Betrag liegt über der Schadensumme von Feuerschäden, die im Vergleich nur 0,8 Milliarden Euro im Jahr betrug.

## Versicherung
Gebäudeeigentümer oder Mieter können sich gegen das Risiko eines Leitungswasserschadens mit einer Gebäudeversicherung und einer Hausratversicherung versichern.
Nach mehreren LW-Schäden wird es jedoch nahezu unmöglich, noch einen Gebäudeversicherer zu finden, der das LW-Risiko abdeckt.

## Ursachen
Untersucht man Leitungswasserschäden hinsichtlich ihrer konkreten Ursache, so können verschiedene Kategorien unterschieden werden:
- Planungsfehler: In diesen Fällen war bereits die Planung der Installation fehlerhaft. Die Verlegung von Wasserleitungen in nicht frostsicheren Bereichen ist dafür ein Beispiel.
- Ausführungsfehler: Ausführungsfehler entstehen, wenn eine Installation nicht fachgerecht vorgenommen wird. Beispiele sind unsachgemäß ausgeführte Pressverbindungen, die zu Undichtigkeiten führen oder zu stark angezogene Schraubverbindungen, die in einer Rissbildung münden. Ebenso, wenn Rohrleitungen unter Spannung stehen.
- Materialfehler: Fehlerhaftes oder ungeeignetes Material kann zu Leitungswasserschäden führen. Eine schlechte Qualität von Gussteilen kann als Beispiel für Materialfehler dienen. Auch die Kombination von unterschiedlichen Materialien birgt eine Gefahrenquelle.
- Falsche Betriebsbedingungen: Auch falsche Betriebsbedingungen können Leitungswasserschäden verursachen. Ein Beispiel hierfür ist eine zu hohe Temperatur in Warmwasserleitungen, die zur korrosiven Zerstörung der Leitungen führt. Auch die unzureichende oder fehlende Beheizung von Gebäuden während Frostperioden sind dieser Kategorie zuzurechnen.
- Alterung: Normale Alterungsvorgänge der für Leitungswasserinstallationen verwendeten Materialien führen in der Regel nach 30 bis 50 Jahren zu Schäden. Bei metallischen Leitungen spielt der Materialabtrag mit zunehmender Zeit eine Rolle – Kunststoffleitungen werden im Alter oftmals spröde.

Ein ganz wesentlicher Punkt sind Wasserschläge. Die normale Brauchwasserleitung hat einen Druck von 4 Bar. Durch Magnetventile und Einhebelmischer die schlagartig schließen oder geschlossen werden können, entstehen Wasserschläge. Diese Wasserschläge können für Bruchteilssekunden den Wasserdruck auf 40 Bar erhöhen.
Lochfraß und Kupferfraß entstehen im Normalfall von innen nach außen. Häufigste Ursache sind Schmutzpartikel im Rohrsystem, die bereits bei der Neuinstallation durch unsaubere Arbeit in die Rohre gelangen konnten. Kupferstangen stehen häufig vor der Verarbeitung senkrecht an den Neubauhauswänden im Sandboden.
Diese Kategorien folgen der Systematik, die das Institut für Schadenverhütung und Schadenforschung der öffentlichen Versicherer e.V. (IFS) in seiner Schadendatenbank nutzt. Im Zuge der Auswertung dieser Datenbank werden jedes Jahr Ursachenstatistiken veröffentlicht.

## Schadenverhütung
Unter Schadenverhütung werden alle Maßnahmen verstanden, die die Eintrittswahrscheinlichkeit und/oder die Höhe eines Schadens verringern. Man kann dabei zwischen technischen und organisatorischen Maßnahmen unterscheiden. Zum Beispiel ist die Auswahl eines geeigneten Installationsmaterials für die Leitungswasserinstallation eine technische Maßnahme im Sinne der Schadenverhütung. Die Sicherstellung der Gebäudeheizung bei Frost stellt hingegen eine organisatorische Maßnahme der Schadenverhütung dar. In einer Reihe von Fachaufsätzen wurde die Schadenverhütung in Bezug auf der Problematik der Leitungswasserschäden behandelt und in der Zeitschrift Schadenprisma veröffentlicht.
Man kann Leitungswasserschäden nicht völlig verhindern. Man kann aber verhindern, dass aus kleinen Schäden große werden. Hierzu dient der Leckageschutz in Leitungswasserinstallationen. Einrichtungen zum Leckageschutz, vereinfacht auch als Leckagedetektoren bezeichnet, sperren die Wasserzufuhr ab, sobald ein Leitungswasserschaden auftritt. So wie elektrische Sicherungen Elektroinstallationen absichern – sichern Leckagedetektoren Leitungswasserinstallationen. Elektrische Sicherungen sind seit Beginn der Elektrifizierung Ende des 19. Jahrhunderts fester Bestandteil von Elektroinstallationen.
Leckagedetektoren für Leitungswasserinstallationen wurden erst rund 100 Jahre später zur Marktreife entwickelt. Es steht jetzt eine Reihe von Produkten für den Leckageschutz zur Verfügung.
Bisher sind jedoch noch wenige Leitungswasserinstallationen durch einen Leckageschutz gesichert.